# Darko Dimitrievski
Darko Dimitrievski (Veles, 16 de mayo de 1993) es un jugador de balonmano macedonio que juega de lateral izquierdo en el Recoletas Atlético Valladolid de la Liga Asobal. Es internacional con la selección de balonmano de Macedonia del Norte.

## Clubes
| Club                          | País                | Año         |
| ----------------------------- | ------------------- | ----------- |
| RK Kumanovo                   | Macedonia del Norte | - 2013      |
| Qatar Sports Club             | Catar               | 2013 - 2014 |
| Club Balonmano Puerto Sagunto | España              | 2014        |
| Ademar León                   | España              | 2014 - 2015 |
| Csurgói KK                    | Hungría             | 2015 - 2016 |
| RK Metalurg                   | Macedonia del Norte | 2016        |
| RK Borec                      | Macedonia del Norte | 2016 - 2017 |
| RK Metalurg                   | Macedonia del Norte | 2017 - 2018 |
| Hapoel Ashdod                 | Israel              | 2018        |
| Liberbank Cantabria           | España              | 2018 - 2021 |
| TV Emsdetten                  | Alemania            | 2021 - 2022 |
| Recoletas Atlético Valladolid | España              | 2022 - Act. |